# Rutheni(III) oxide
Rutheni(III) oxide là một hợp chất vô cơ của rutheni và oxy với công thức hóa học Ru2O3. Hợp chất được cho là tồn tại dưới dạng chất rắn màu xanh dương-đen; tuy nhiên đã có những bằng chứng cho rằng hợp chất này không tồn tại; mặc dù trước đó các phương pháp điều chế đã được đưa ra, nhưng sản phẩm thực tế không tồn tại chất này.

## Điều chế
Có thể phân hủy rutheni(III) hydroxide để tạo ra oxide.
{\displaystyle {\mathsf {2Ru(OH)_{3}\ \xrightarrow {} \ Ru_{2}O_{3}+3H_{2}O}}}

## Tính chất vật lý
Rutheni(III) oxide tạo thành tinh thể màu xanh dương-đen.
Nó không tan trong nước.

## Tính chất hóa học
Nó bị phân hủy khi đun nóng:
{\displaystyle {\mathsf {2Ru_{2}O_{3}\ \xrightarrow {T} \ 3RuO_{2}+Ru}}}